# Площадь Академика Курчатова
Площадь Академика Курча́това (название с 1960 года) — площадь в Северо-Западном административном округе города Москвы на территории района Щукино. Площадь расположена на пересечении улиц: Маршала Василевского, Маршала Бирюзова, Академика Курчатова и Максимова.

## Происхождение названия
Площадь названа по улице Академика Курчатова и Курчатовскому институту в честь советского физика И. В. Курчатова, «отца» советской атомной бомбы. Игорь Курчатов — академик АН СССР, основатель и первый директор Института атомной энергии с 1943 года по 1960 год, главный научный руководитель атомной программы в СССР, один из основоположников использования ядерной энергии в мирных целях.

## История
В середине 1930-х годов в районе будущей площади Академика Курчатова развернулось строительство Всесоюзного института экспериментальной медицины (ВИЭМ). В то же время в районе будущей станции метро «Щукинская» развернулось строительство Военного городка. К нему через территорию будущей площади была проложена железнодорожная ветка. После начала Великой Отечественной войны строительство ВИЭМа было приостановлено.
Весной 1944 года обширная территория к югу от будущей площади была отведена под строительство комплекса Лаборатории № 2 (ныне Курчатовский институт). Недостроенный челюстной комплекс ВИЭМа был реконструирован, став главным зданием лаборатории. Первое время часть здания занимали жилые квартиры лаборатории. Территория лаборатории вначале огораживалась колючей проволокой, затем — деревянным забором.
На Генеральном плане развития города 1945 года были уже видны очертания будущей площади. Почти по диагонали её пересекала железнодорожная ветка к Военному городку (по её трассе прошли будущие улицы Маршала Бирюзова и Маршала Василевского). На север отходила Бодрая улица (ныне улица Академика Курчатова), а на запад — просёлочная дорога (ныне улица Максимова). Почти в центре будущей площади стояли два деревянных жилых дома, которые вскоре были снесены. Ещё один деревянный жилой дом стоял на территории лаборатории рядом с главным корпусом (на его месте построили механическую мастерскую). Транспортное сообщение Лаборатории № 2 осуществлялось через Бодрую улицу. По ней от метро «Сокол» ходил служебный автобус, который делал остановку у ворот лаборатории, а затем шёл дальше к жилому посёлку одноэтажных домов.
Летом 1947 года состоялось закладка здания детского сада Лаборатории № 2 (ныне улица Маршала Бирюзова, 38к2), который стал первым капитальным строением новой площади. В строительстве принимали участие военнопленные. Осенью 1949 году детский сад был открыт.
В 1948 году на южной стороне стороне площади по проекту архитектора П. И. Сидорова началось строительство корпуса управления Лаборатории № 2. Автор запроектировал трёхэтажное здание в стиле эпохи Возрождения: с разными по величине окнами, четырёхколонным портиком и куполом. В процессе строительства проект был упрощён: от купола отказались, а вместо портика была сделана трёхарочная конструкция. Новый корпус замыкал перспективу Бодрой улицы. Строительные работы были закончены в конце 1949 года.
Осенью 1949 года была разобрана железнодорожная ветка и проведены незначительные работы по благоустройству площади. Рядом с корпусом управления была устроена каменная проходная с металлическим забором, который переходил в огораживающую территорию кирпичную ограду. Примерно в то же время на площади появился первый общественный транспорт, автобус № 60, линия которого шла к Институту и к посёлку.
В 1957 году был построен большой девятиэтажный жилой дом, занявший западную сторону площади. На первом этаже дома разместились двухзальный кинотеатр «Восток», детский сад, закусочная-автомат и отделение милиции. К окончанию строительства дома были проведены серьёзные работы по организации площади: были снесён последний деревянный жилой дом, сараи и заборы, а на площади организовали круговое движение. К этому моменту уличная сеть была окончательно сформирована: Бодрая улица был расширена и заасфальтирована, на северо-запад от площади отходила улица Бодрая Новая (ныне Маршала Василевского), на запад — 1-й Щукинский проезд (ныне улица Максимова), на юго-восток — 5-я и 6-я улицы Октябрьского поля (ныне соответственно улицы Маршала Рыбалко и Маршала Бирюзова).
В 1960 году, после смерти И. В. Курчатова, площадь получила его имя. 12 января 1961 года на площади был открыт закладной камень будущего памятника И. В. Курчатову.
В 1962 году на площади по проекту архитектора А. И. Зайцева было построено здание РБО (ныне — Институт молекулярной генетики). Здание представляло собой творчески переработанный проект здания Химического института ИНОЭС АН СССР, построенный А. И. Зайцевым на юго-западе Москвы. Выходящий на площадь торцовый фасад здания украшен большим мозаичным панно, перерезанное пилястрами. Панно набрано из покрытых цветной глазурью кирпичей и изображает увеличенный микромир живой клетки.
В 1960-х годах через площадь прошла линия автобусного маршрута № 100а. В 1972 году она стала конечной остановкой троллейбусного маршрута № 44. Выходивший на площадь участок улицы Маршала Рыбалко в конце 1960-х — начале 1970-х годов застроили 14-этажными жилыми домами серии «Башня Вулыха». Башня, выходящая на площадь, замыкает перспективу улицы Максимова. В 1990-х годах на ней появилось изображение герба района Щукино.
20 сентября 1971 года на площади был торжественно открыт памятник И. В. Курчатову (скульптор И. М. Рукавишников, архитекторы М. И. Богданов и М. Н. Круглов). Авторы также планировали установить в центре сквера на площади высокий обелиск, составляющий единую композицию с памятником, однако этот проект не был реализован. Также не был реализован проект восьмиэтажного головного инженерного корпуса, который предполагалось пристроить к фасаду здания корпуса управления.
В первой половине 1970-х годов под площадью была проложена линия метро.
В 2000-е годы площадь представляла собой разворотный круг. Позднее он был перестроен в городской сквер с фонтаном. В 2019 году площадь была комплексно благоустроена в рамках программы по созданию комфортной городской среды «Мой район». Работы прошли на площади 6 тыс. квадратных метров.

## Зона отдыха
Сквер на площади Академика Курчатова представляет собой небольшую зону отдыха. Здесь обустроены скамейки, фонтан с подсветкой, проведено освещение. В сквере есть парковые качели белого цвета, выполненные из архитектурного бетона. По словам авторов проекта благоустройства, качели выполнены по образу тех, что расположены на Триумфальной площади в центре Москвы. Еще одним вдохновением для архитекторов стал парк «Зарядье» — при обустройстве площади Академика Курчатова использовано похожее мощение пешеходных дорожек.
Рядом с качелями стоит арт-объект — стела «Я люблю Щукино», выполненная в виде сердца с гербом района.
В сквере высажены сирень, клёны, ели, ягодная яблоня, гортензия, кизильник, чубушник, спирея, шалфей, тысячелистник, пузыреплодник.

## Здания и сооружения
- Дом 1 — Российский научный центр «Курчатовский Институт» (ранее — Институт атомной энергии им. Курчатова)
- Дом 2 — Институт молекулярной генетики РАН

## Достопримечательности
Напротив Курчатовского института в 1971 году был открыт памятник Игорю Курчатову. Монумент представляет собой пятиметровую голову учёного, что символизирует величие его разума. Авторами памятника стали скульптор Иулиан Рукавишников и архитекторы М. И. Богданов и М. Н. Круглов.
К северу от площади располагается Щукинский парк площадью 22 га.

## Транспорт
- Станции метро «Щукинская» и «Октябрьское Поле».
- Автобус: 60, 100, 253, 105, 800.
- В 1963—1972 и 1976—1991 годах на площади оканчивался 44-й маршрут троллейбуса.